# جیسون ریز
جیسون ریز (انگلیسی: Jason Raize; ۲۰ ژوئیهٔ ۱۹۷۵ – ۳ فوریهٔ ۲۰۰۴) هنرپیشه و خواننده اهل ایالات متحده آمریکا بود.